# Crkva Betlehem na Marjanu
Crkvica Gospe od Betlema nalazi se u Splitu, na južnim padinama Marjana. U crkvi se tradicionalno slavi polnoćka na Badnjak.
Sagrađena je oko 1500. godine. Nazvana je prema renesansnom reljefu Kristova rođenja iz 15. stoljeća. Osim teme Isusova rođenja, na zabatu reljefa nalazi se i tema raspeća, a uz to prikazani su i likovi sv. Jeronima i sv. Antuna Opata.
Crkva je manjih dimenzija, kao i većina marjanskih crkvica i jednostavnog je pravokutnog oblika. Restaurirana je 1928. godine, kada su izgrađene stepenice koje vode do nje s glavnog puta. Godine 2016. postavljeno je zvono poviše pročelja crkve, koje je nedostajalo više od pola stoljeća.
Pod oznakom Z-4643 zavedena je kao nepokretno kulturno dobro - pojedinačno, pravna statusa zaštićena kulturnog dobra, klasificiranog kao sakralna graditeljska baština .

## Vanjske poveznice
- 'Tili smo da bude lipo': Obitelj splitskog gradonačelnika iznenadila sugrađane zavjetnim darom! Doznali smo zašto su odabrali baš to vrijeme i mjesto - slobodnadalmacija.hr